# Кузьминка (Кирилловский район)
Кузьминка — деревня в Кирилловском районе Вологодской области.
Входит в состав Липовского сельского поселения, с точки зрения административно-территориального деления — в Липовский сельсовет.
Расстояние до районного центра Кириллова по автодороге — 18 км, до центра муниципального образования Вогнемы по прямой — 10 км. Ближайшие населённые пункты — Великий Двор, Бабичево, Жохово.
По данным переписи в 2002 году постоянного населения не было.